# Ben Spijkers
Bernhard Hendrikus Martinus Spijkers –conocido como Ben Spijkers– (Nimega, 10 de marzo de 1961) es un deportista neerlandés que compitió en judo y en artes marciales mixtas (MMA).

## Trayectoria en yudo
Participó en tres Juegos Olímpicos de Verano entre los años 1984 y 1992, obteniendo una medalla de bronce en la edición de Seúl 1988 en la categoría de –86 kg. Ganó una medalla en el Campeonato Mundial de Judo de 1989, y tres medallas en el Campeonato Europeo de Judo entre los años 1984 y 1988.

### Palmarés internacional
| Juegos Olímpicos   | Juegos Olímpicos      | Juegos Olímpicos  | Juegos Olímpicos |
| Año                | Lugar                 | Medalla           | Categoría        |
| ------------------ | --------------------- | ----------------- | ---------------- |
| 1988               | Seúl (Corea del Sur)  | Medalla de bronce | –86 kg           |
| Campeonato Mundial |                       |                   |                  |
| Año                | Lugar                 | Medalla           | Categoría        |
| 1989               | Belgrado (Yugoslavia) | Medalla de plata  | –86 kg           |
| Campeonato Europeo |                       |                   |                  |
| Año                | Lugar                 | Medalla           | Categoría        |
| 1984               | Lieja (Bélgica)       | Medalla de bronce | –86 kg           |
| 1986               | Belgrado (Yugoslavia) | Medalla de plata  | –86 kg           |
| 1988               | Pamplona (España)     | Medalla de bronce | –86 kg           |

## Trayectoria en artes marciales mixtas
Spijkers también tuvo participación en las artes marciales mixtas (MMA), luchando en sendos eventos en World Combat Championship y Shooto en 1995. El más famoso de sus combates fue contra el brasileño Renzo Gracie, contra quien Spijkers habló duramente antes de la contienda, llegando a insultar a la esposa de Renzo; así mismo, según Renzo, los miembros del equipo de Ben se pasaron toda la noche antes del combate llamando al teléfono de su habitación en el hotel en el que se hospedaban, a fin de molestarle y no dejarle descansar, lo que llevó a Renzo a arrancar el cable del aparato para silenciarlo. En cualquier caso, la lucha fue rápida: Gracie ignoró un derribo de Spijkers y cerró una estrangulación que hizo rendirse al judoca, tras la cual se levantó y pisó el cuello de Ben antes de salir de la jaula.
Días después, Spijkers fue arrestado y multado por un incidente en su vuelo de vuelta a Holanda. Una azafata le solicitó que subiera una maleta al portaequipajes y, al no hacerlo Spijkers, la mujer tomó la maleta y la arrojó fuera del avión, posiblemente influida por los entonces recientes casos del terrorista Unabomber. Spijkers tuvo que ser sacado a la fuerza por la seguridad del aeropuerto, según su mánager después de gritar e increpar a la azafata, y según compañeras de la misma después de agredirla físicamente.

### Récord en artes marciales mixtas
| Resultado | Récord | Oponente     | Método                      | Evento                                     | Fecha                 | Ronda | Tiempo | Localización                                  | Notas |
| --------- | ------ | ------------ | --------------------------- | ------------------------------------------ | --------------------- | ----- | ------ | --------------------------------------------- | ----- |
| Derrota   | 0-2    | Renzo Gracie | Sumisión (gi choke)         | World Combat Championship 1 - First Strike | 17 de octubre de 1995 | 1     | 2:38   | Charlotte, Carolina del Norte, Estados Unidos |       |
| Derrota   | 0-1    | Erik Paulson | Sumisión (guillotine choke) | Shooto - Complete Vale Tudo Access         | 29 de julio de 1995   | 5     | 0:38   | Omiya, Saitama, Japón                         |       |